# Silvia Dionisiová
Silvia Dionisiová (* 28. září 1951, Řím, Itálie) je italská herečka a modelka, známá jako sexuální symbol 70. let.

## Kariéra
Už jako čtrnáctiletou ji John Schlesinger obsadil do epizodní role ve filmu Drahoušek. V roce 1967 vyhrála soutěž Miss Teen. První úspěch zaznamenala v hlavní roli komedie s lesbickou tematikou Ragazza di nomme Giulio, oceněné roku 1970 na festivalu v Berlíně. Byla obsazovaná hlavně do komediálních a kriminálních filmů. Jejími filmovými partnery byli Louis de Funes (Senzační prázdniny), Ugo Tognazzi (Moji přátelé), Philippe Noiret (Společný pocit studu) nebo Paolo Vilaggio (Krásná země). Hrála ve skandálním erotickém filmu Příval vášně, který režíroval její tehdejší manžel Ruggero Deodato. Otevřené sexuální scény byly i v thrilleru Dívka z lůžkového vagonu, ve kterém hrála i Češka Zora Ulla Kesslerová. Počátkem osmdesátých let ukončila hereckou kariéru, naposledy účinkovala v reklamě na Campari, kterou režíroval Federico Fellini.